# 斜土路街道
斜土路街道是中国上海市徐汇区下辖的一个街道。面积2.79平方公里。户籍人口6.5万人（2024年）。

## 行政区划
斜土路街道下辖日晖新城居委会、日晖七村居委会、日晖六村第一居委会、日晖六村第二居委会、康巨居委会、江南新村居委会、大木桥路第三居委会、上影居委会、茶陵居委会、日晖二村居委会、肇嘉浜路第一居委会、肇清居委会、景泰居委会、大木桥路第四居委会、大木桥路第五居委会、日晖五村居委会、恒益居委会、尚海湾居委会。